# Tom Miller
Tom Miller was een zakenman in het Wilde Westen. Hij stond bekend als agressief.
Op 10 september 1876 opende Miller in Deadwood (tegenwoordig in South Dakota) de relatief chique Bella Union Saloon, waar klanten konden drinken en gokken. In november 1878 ging hij failliet en werd de Bella Union omgebouwd tot kruidenierswinkel (begane grond) en ontmoetingszaal (eerste verdieping).
Tom Miller komt voor in boeken en films over het Wilde Westen. In de televisieserie Deadwood komt het karakter Cy Tolliver voor, dat op Miller gebaseerd is. Tolliver wordt gespeeld door Powers Boothe.